# 유촉수강
유촉수강(Tentaculata)은 2개의 촉수와 구엽이 잇는 것이 특징이다. 촉수는 가끔 유생단계에만 있고 성체에는 구부가 있다. 유촉수강은 거품빗해파리목, 감투빗해파리목, 띠빗해파리목, 넓적빗해파리목 등으로 나뉜다.

## 하위 분류
- Cyclocoela
  - 캄보드기아목 (Cambojiida) - 유일종 Cambodgia elegantissima
  - 띠빗해파리목 (Cestida)
  - Cryptolobiferida - 2개 속 Cryptolobata, Lobocrypta
  - Ganeshida - 유일속 Ganesha
  - 감투빗해파리목 또는 투구해파리목 (Lobata)
  - Thalassocalycida - 유일종 Thalassocalyce inconstans
- 맹장빗해파리아강 (Typhlocoela)
  - 거품빗해파리목 또는 풍선해파리목 (Cydippida)
  - 넓적빗해파리목 (Platyctenida)

## 참고 문헌
- 《동물분류학》 - 한국동물분류학회(2008), 집현사